# Моно Сити (Калифорнија)
Моно Сити (енгл. Mono City) насељено је место без административног статуса у америчкој савезној држави Калифорнија.

## Демографија
По попису из 2010. године број становника је 172.
| Група             | 2000.    | 2010.       |
| Белци             | 0 (0,0%) | 128 (74,4%) |
| Афроамериканци    | 0 (0,0%) | 0 (0,0%)    |
| Азијати           | 0 (0,0%) | 2 (1,2%)    |
| Хиспаноамериканци | 0 (0,0%) | 37 (21,5%)  |
| Укупно            | 0        | 172         |